# Die fünfte Kolonne
Die fünfte Kolonne è una serie televisiva tedesca prodotta dal 1963 al 1968 da Helmut Ringelmann per Intertel/ZDF. Tra gli interpreti principali, figurano, tra gli altri, Reinhard Glemnitz, Carl Lange, Thomas Braut, Alexander Hegarth, Hans Stadtmüller, ecc.
La serie si compone di 6 stagioni, per un totale di 23 episodi.
Il primo episodio, intitolato Es führt kein Weg zurück, fu trasmesso in prima visione il 6 giugno 1963; l'ultimo, intitolato Eine Million auf Nummerskonto , fu trasmesso in prima visione l'11 ottobre 1968.

## Descrizione
La serie tratta casi di spionaggio durante il periodo della guerra fredda  e vede protagonisti personaggi che si alternano nei vari episodi.

## Episodi
| Stagione         | Puntate | Prima TV Germania | Prima TV Italia |
| ---------------- | ------- | ----------------- | --------------- |
| Prima stagione   |         | 1963              | inedita         |
| Seconda stagione |         |                   | inedita         |
| Terza stagione   |         |                   | inedita         |
| Quarta stagione  |         |                   | inedita         |
| Quinta stagione  |         |                   | inedita         |
| Sesta stagione   |         |                   | inedita         |